# Toyota Carina
Toyota Carina  je osobní automobil střední třídy, který od roku 1988 vyrábí japonská automobilka Toyota. V roce 1992 čtyřdveřový sedan a pětidveřový hatchback. O rok později přibylo i combi. Hlavní předností tohoto vozu je vysoká spolehlivost, kterou potvrzují i čelní příčky ve statistikách spolehlivosti.